# Campeonato Mundial de Natação em Piscina Curta de 2018 - 4x100 m medley masculino
A prova dos 4x100 metros medley masculino do Campeonato Mundial de Natação em Piscina Curta de 2018 foi disputado no dia 16 de dezembro de 2018, no Hangzhou Sports Park Stadium, em Hangzhou, na China. 

## Recordes
Antes desta competição, os recordes mundiais e do campeonato nesta prova eram os seguintes:
|                       | Nome                                                                                                   | Nacionalidade  | Tempo   | Local           | Data                   |
| --------------------- | --- | -------------- | ------- | --------------- | ---------------------- |
| Recorde mundial       | Stanisław Doniec (49,63) Siergiej Giejbiel (56,43) Jewgienij Korotyszkin (48,35) Daniła Izotow (44,75) | Rússia         | 3:19.16 | São Petersburgo | 20 de dezembro de 2009 |
| Recorde do campeonato | Nicholas Thoman (49,88) Michaił Aleksandrow (56,52) Ryan Lochte (49,17) Garrett Weber-Gale (45,42)     | Estados Unidos | 3:20.19 | Dubai           | 19 de dezembro de 2010 |

Os seguintes recordes mundiais ou do campeonato foram estabelecidos durante esta competição: 
| Data           | Evento | Nome                                                                               | Nacionalidade  | Tempo   | Notas                 |
| -------------- | ------ | ---------------------------------------------------------------------------------- | -------------- | ------- | --------------------- |
| 16 de dezembro | Final  | Ryan Murphy (49.63) Andrew Wilson (56.84) Caeleb Dressel (48.28) Ryan Held (45.23) | Estados Unidos | 3:19.98 | Recorde do campeonato |

## Medalhistas
| Ouro | Prata | Bronze                                                                                   |
| Estados Unidos · Ryan Murphy · Andrew Wilson · Caeleb Dressel · Ryan Held · Matt Grevers* · Michael Andrew* · Jack Conger* · Blake Pieroni* | Rússia · Kliment Kolesnikov · Kirill Prigoda · Mikhail Vekovishchev · Vladimir Morozov · Andrey Shabasov* · Oleg Kostin* · Alexandr Kharlanov* · Vladislav Grinev* | Japão · Ryosuke Irie · Yasuhiro Koseki · Takeshi Kawamoto · Katsumi Nakamura · Yuma Edo* |

*Participaram apenas das eliminatórias, mas também receberam medalhas.

## Resultados

### Eliminatórias
As eliminatórias ocorreram dia 16 de dezembro com um total de 17 nacionalidades. 
| Colocação | Bateria | Raia | Nacionalidade  | Nadadores                                                                                               | Tempo   | Notas |
| --------- | ------- | ---- | -------------- | --- | ------- | ----- |
| 1         | 2       | 6    | Estados Unidos | Matt Grevers (49.97) Michael Andrew (57.70) Jack Conger (49.45) Blake Pieroni (46.10)                   | 3:23.22 | Q     |
| 2         | 2       | 7    | Brasil         | Guilherme Guido (50.12) Diego Prado (57.11) Nicholas Santos (50.32) Breno Correia (46.31)               | 3:23.86 | Q     |
| 3         | 1       | 7    | Alemanha       | Ramon Klenz (52.69) Marco Koch (56.56) Marius Kusch (48.67) Damian Wierling (46.80)                     | 3:24.72 | Q     |
| 4         | 1       | 1    | Bielorrússia   | Viktar Staselovich (51.55) Ilya Shymanovich (56.12) Yauhen Tsurkin(50.15) Artsiom Machekin (47.27)      | 3:25.09 | Q     |
| 5         | 1       | 5    | Rússia         | Andrey Shabasov (51.15) Oleg Kostin (57.58) Aleksandr Kharlanov (50.36) Vladislav Grinev (46.08)        | 3:25.17 | Q     |
| 6         | 1       | 6    | Lituânia       | Danas Rapšys (51.64) Andrius Šidlauskas (57.25) Deividas Margevičius (50.59) Simonas Bilis (45.83)      | 3:25.31 | Q     |
| 7         | 1       | 3    | Japão          | Yuma Edo (51.35) Yasuhiro Koseki (57.31) Takeshi Kawamoto (50.04) Katsumi Nakamura (46.64)              | 3:25.34 | Q     |
| 8         | 1       | 4    | Austrália      | Mitch Larkin (50.64) Grayson Bell (58.34) Nic Brown (50.55) Cameron McEvoy (46.21)                      | 3:25.74 | Q     |
| 9         | 2       | 2    | Itália         | Simone Sabbioni (51.61) Nicolò Martinenghi (57.23) Matteo Rivolta (49.89) Alessandro Miressi (47.38)    | 3:26.11 |       |
| 10        | 2       | 4    | Irlanda        | Conor Ferguson (52.18) Darragh Greene (57.82) Brendan Hyland (51.38) Shane Ryan (45.85)                 | 3:27.23 |       |
| 11        | 2       | 0    | Áustria        | Bernhard Reitshammer (52.87) Christopher Rothbauer (59.31) Sascha Subarsky (52.52) Heiko Gigler (47.23) | 3:31.93 |       |
| 12        | 1       | 8    | Nova Zelândia  | Bradlee Ashby (52.18) George Schroder (1:01.08) Wilrich Coetzee (52.01) Daniel Hunter (47.40)           | 3:32.67 |       |
| 13        | 2       | 8    | Suíça          | Thierry Bollin (53.45) Yannick Käser (58.02) Nils Liess (52.28) Manuel Leuthard (49.35)                 | 3:33.10 |       |
| 14        | 1       | 2    | Taipé Chinesa  | Chuang Mu-lun (54.06) Cai Bing-rong (59.55) Wang Kuan-hung (53.30) Lin Chien-liang (49.12)              | 3:36.03 |       |
| 15        | 2       | 1    | Eslováquia     | Ádám Halás (54.72) Tomáš Klobučník (58.65) Richard Nagy (54.27) Marek Botík (52.37)                     | 3:40.01 |       |
| 16        | 2       | 3    | Turquia        | İskender Başlakov (52.26) Hüseyin Emre Sakçı (58.57) Umitcan Gures Kemal Arda Gürdal                    | DSQ     |       |
| 16        | 2       | 5    | China          | Li Guangyuan (51.79) Wang Lizhuo (56.98) Li Zhuhao Cao Jiwen                                            | DSQ     |       |

### Final
A final foi realizada em 16 de dezembro. 
| Colocação         | Raia | Nacionalidade  | Nadadores                                                                                               | Tempo   | Notas            |
| ----------------- | ---- | -------------- | --- | ------- | ---------------- |
| Medalha de ouro   | 4    | Estados Unidos | Ryan Murphy (49.63) Andrew Wilson (56.84) Caeleb Dressel (48.28) Ryan Held (45.23)                      | 3:19.98 | ,                |
| Medalha de prata  | 2    | Rússia         | Kliment Kolesnikov (49.62) Kirill Prigoda (55.98) Mikhail Vekovishchev (50.00) Vladimir Morozov (45.01) | 3:20.61 |                  |
| Medalha de bronze | 1    | Japão          | Ryosuke Irie (49.95) Yasuhiro Koseki (55.91) Takeshi Kawamoto (49.58) Katsumi Nakamura (45.63)          | 3:21.07 | Recorde asiático |
| 4                 | 5    | Brasil         | Guilherme Guido (49.89) Felipe Lima (56.39) Nicholas Santos (49.42) Breno Correia (46.30)               | 3:22.00 |                  |
| 5                 | 3    | Alemanha       | Christian Diener (50.01) Marco Koch (56.68) Marius Kusch (48.91) Damian Wierling (46.57)                | 3:22.17 |                  |
| 6                 | 6    | Bielorrússia   | Viktar Staselovich (51.94) Ilya Shymanovich (55.60) Yauhen Tsurkin(49.59) Artsiom Machekin (47.28)      | 3:24.41 |                  |
| 7                 | 7    | Lituânia       | Danas Rapšys (51.44) Andrius Šidlauskas (57.14) Deividas Margevičius (50.01) Simonas Bilis (45.92)      | 3:24.51 |                  |
| 8                 | 8    | Austrália      | Mitch Larkin (49.47) Grayson Bell (58.20) Nic Brown (50.53) Cameron McEvoy (46.45)                      | 3:24.65 |                  |

Legenda
| Recorde mundial       | Recorde mundial (World record)               |                       | Recorde africano                      | Recorde africano (African) |                                           | Q | Classificado por posição (Qualified) |
| Recorde do campeonato | Recorde do campeonato (Championship record)  | Recorde da América    | Recorde da América (Americas)         | q                          | Classificado por melhor tempo (Qualified) |   |                                      |
| Melhor marca do ano   | Melhor marca do ano (World leading)          | Recorde asiático      | Recorde asiático (Asian)              | DNS                        | Não largou (Did not start)                |   |                                      |
| Recorde nacional      | Recorde nacional (National record)           | Recorde europeu       | Recorde europeu (European)            | DNF                        | Não terminou (Did not finish)             |   |                                      |
| Recorde pessoal       | Recorde pessoal do atleta (Personal best)    | Recorde da Oceania    | Recorde da Oceania (Oceania)          | DSQ / DQ                   | Desclassificado (Disqualified)            |   |                                      |
| Recorde da temporada  | Recorde da temporada do atleta (Season best) | Recorde sul-americano | Recorde sul-americano (South America) | NM                         | Sem marca (No mark)                       |   |                                      |